# フォーブス (雑誌)

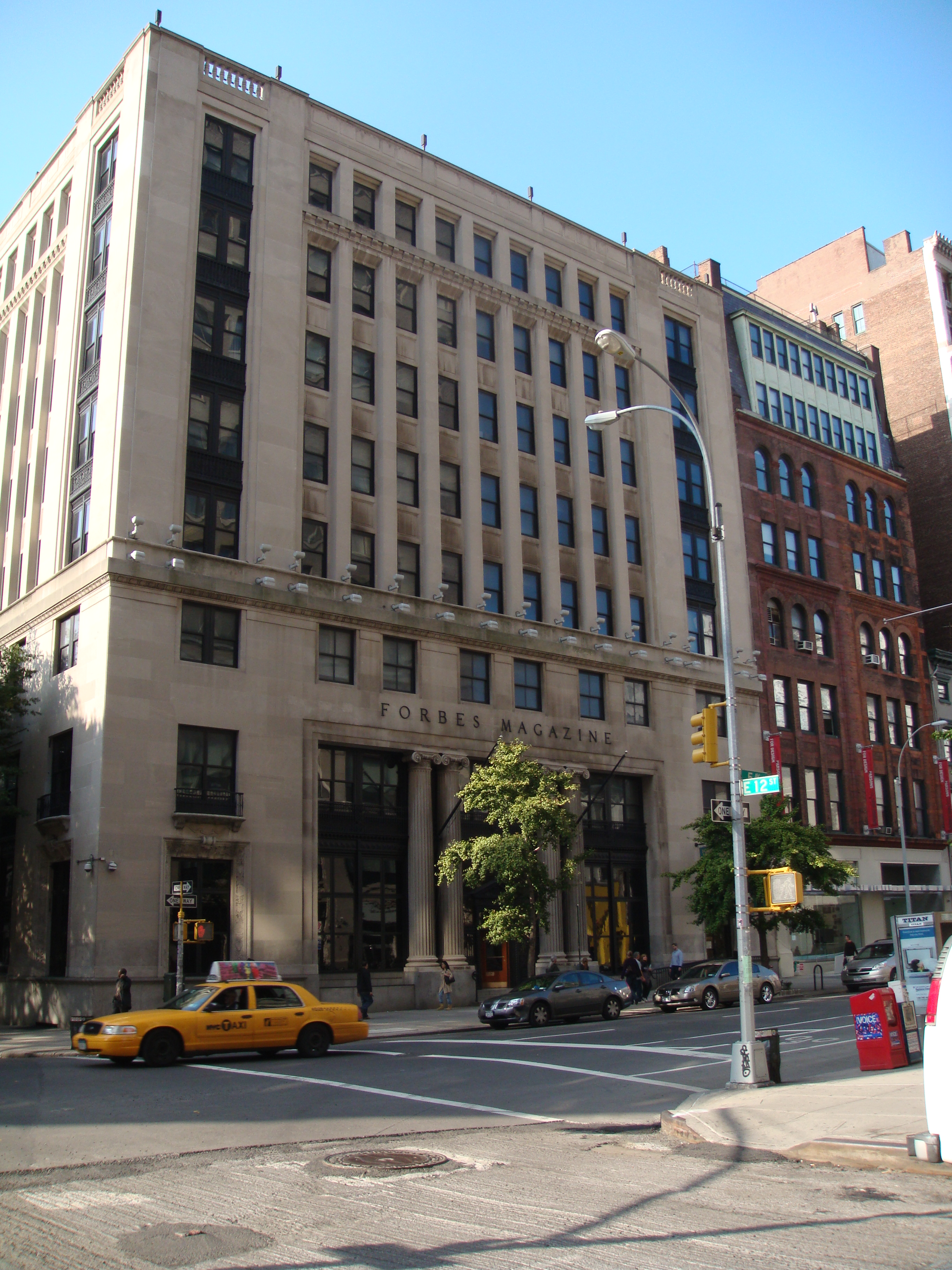
マンハッタン5番街にある旧本社（現在はニューヨーク大学が所有）

フォーブス（英：Forbes、[fɔːrbz]）は、アメリカ合衆国で発行されている経済雑誌である。隔週で発行され、金融、業界、投資、マーケティングなどのトピックについての記事を掲載している。また、技術、通信、科学、政治、法律などの関連記事も掲載している。本社はニュージャージー州ジャージーシティにある。全米規模の経済誌としては、『フォーチュン』や『ブルームバーグ ビジネスウィーク』が主な競合誌となっている。『フォーブス』には、アメリカ版とアジアの国際版のほか、世界27の国・地域でライセンス契約のもとに制作された各国版がある。
この雑誌は、最も裕福なアメリカ人（フォーブス400）、アメリカで最も裕福なセレブリティ、世界のトップ企業（フォーブス・グローバル2000）、フォーブス30アンダー30（30歳未満の特筆すべき30人）、世界の100人の最もパワフルな女性、世界長者番付などの、各種のリストやランキングでも知られている。『フォーブス』誌のモットーは「世界を変えろ」(Change the World) である。
会長兼編集主幹 (editor-in-chief) はスティーブ・フォーブス、CEOはマイク・フェダールである。2014年に、香港に拠点を置く投資グループであるインテグレーテッド・ホール・メディア・インベストメントに売却された。サブブランド担当として2019年9月に設立されたForbes Marketplaceによって、インターネット版が低質なアフィリエイトサイトになっていることが告発された。

## 歴史
ウィリアム・ランドルフ・ハーストの新聞で経済評論家をしていたB・C・フォーブスと、そのビジネスパートナーで『マガジン・オブ・ウォールストリート』のゼネラルマネージャーのウォルター・ドレイは、1917年9月15日に『フォーブス』誌を創刊した。フォーブスが資金と名前を提供し、ドレイが出版のノウハウを提供した。雑誌の元々の名前は "Forbes: Devoted to Doers and Doings" だった。
ドレイはB・C・フォーブス出版社の副社長に就任した。B・C・フォーブスは編集主幹に就任し、1954年に亡くなるまでその職に就いていた。B・C・フォーブスは晩年、息子のブルース・チャールズ・フォーブス（1916-1964）とマルコム・フォーブス（1917-1990）に仕事を手伝わせていた。
ブルース・フォーブスは父の死とともにその跡を継いだ。彼の強みは運営の合理化とマーケティングの推進にあった。1954年から1964年までの在任期間中、発行部数は約2倍に増加した。
ブルースの死後、マルコムがフォーブス社の社長と編集主幹に就任した。1961年から1999年まではジェームズ・マイケルズが編集長を務めた。1993年、『フォーブス』は全米雑誌賞の最終選考に残った。
2006年、ロックスターのボノを含む投資グループ、エレベーション・パートナーズがフォーブス社の少数株主を買収し、『フォーブス』誌やForbes.comなどのメディア資産を保有する新会社、フォーブス・メディアLLCを設立するなどの組織再編を行った。2009年、『ニューヨーク・タイムズ』紙は「企業の40%が3億ドルで売却され、企業価値は7億5000万ドルとなった」と報じた。その3年後、AdMedia PartnersのMark M. Edmistonは、「今ではその半分の価値もないだろう」と述べた。その後、買収価格が2億6400万ドルであったことが明らかになった。

### 本社の売却
2010年1月、フォーブス社はマンハッタン5番街にある本社ビルをニューヨーク大学に売却することで合意した。取引条件は公表されていないが、フォーブス社は5年間のリースバック契約のもとで、引き続き同ビルに入居した。フォーブス社は、2014年に本社をニュージャージー州ジャージーシティのダウンタウンのニューポート地区に移転した。

### インテグレーテッド・ホール・メディアへの売却
2013年11月、『フォーブス』誌を発行するフォーブス・メディア社が売りに出された。これは、少数株主であるエレベーション・パートナーズによって後押しされた。ドイツ銀行が作成した売却書類によると、同出版社の2012年のEBITDAは1,500万米ドルだった。フォーブス社は4億米ドルの価格を希望していたと報じられている。2014年7月、フォーブス家はエレベーション・パートナーズを買収し、その後、全株式の51%を、香港に拠点を置く投資グループであるインテグレーテッド・ホール・メディア・インベストメントに売却した。

## 他の出版物など
『フォーブス』には、フォーブス社が発行する『フォーブス』と『フォーブス・ライフ』、アジア国際版の『フォーブス・アジア』の他、以下の27の現地語版がある。
- Forbes Africa（アフリカ（英語））
- Forbes Afrique（アフリカ（フランス語））
- Forbes Argentina（アルゼンチン）
- Forbes Austria（オーストリア）
- Forbes Brazil（ブラジル）
- Forbes Bulgaria（ブルガリア）
- Forbes China（中国）
- Forbes Czech（チェコ）
- Forbes France（フランス）
- Forbes Georgia（ジョージア）
- Forbes Greece（ギリシャ）
- Forbes Hungary（ハンガリー）
- Forbes India（インド）
- Forbes Israel（イスラエル）
- Forbes Italy（イタリア）
- Forbes Japan（日本）
- Forbes Kazakhstan（カザフスタン）
- Forbes Mexico（メキシコ）
- Forbes Middle East（中東）
- Forbes Monaco（モナコ）
- Forbes Poland（ポーランド）
- Forbes Romania（ルーマニア）
- Forbes Russia（ロシア）
- Forbes Slovakia（スロバキア）
- Forbes Spain（スペイン）
- Forbes Thailand（タイ）
- Forbes Vietnam（ベトナム）

スティーブ・フォーブスと同誌のライターは、FOXニュースの番組「フォーブス・オン・フォックス」や「フォーブス・オン・ラジオ」に出演して投資アドバイスを行っている。他にも、フォーブス・カンファレンス・グループ、フォーブス投資顧問グループ、フォーブスカスタムメディアなどがある。2009年、スティーブ・フォーブスの娘モイラ・フォーブスが、季刊誌『フォーブス・ウーマン』の発行を開始した。
同社は以前、合弁会社として『アメリカン・レガシー』誌を発行していたが、同誌は2007年5月14日にフォーブス社から分離した。
また、同社は以前、『アメリカン・ヘリテージ』と『インベンション・アンド・テクノロジー』の2誌を発行していたが、買い手が見つからなかったため、2007年5月17日をもってこれら2誌を休刊した。2008年に2誌をAmerican Heritage Publishing Companyが購入し発行を再開したが、その後にまた休刊と復刊を繰り返している。
フォーブス社は、2009年から『フォーブス・トラベルガイド』を発行している。
2013年、フォーブス社はアッシュフォード大学にフォーブスのブランドのライセンスを供与し、フォーブス・ビジネス・アンド・テクノロジースクールの立ち上げを支援した。フォーブスメディアのCEOマイク・フェダールは2018年、「我々のライセンスビジネスは年額年金であるため、ほぼ純利益ビジネスである」と述べ、ライセンス供与を正当化した。
2014年1月6日、『フォーブス』誌はアプリクリエイターのMazと提携し、"Stream"というソーシャルネットワーキングアプリを立ち上げることを発表した。Streamでは、『フォーブス』誌の読者がビジュアルコンテンツを保存して他の読者と共有したり、『フォーブス』誌やForbes.comのコンテンツをアプリ内で閲覧したりすることができる。

## Forbes.com
Forbes.comは、フォーブス・メディアLLCの一部門であるフォーブス・デジタルの一部である。フォーブス社が保有するサイトには、リアルクリアポリティクスの一部が含まれている。これらのサイトを合わせると、毎月2700万人以上のユニークビジターがアクセスしている。Forbes.comは「世界のビジネスリーダーのためのホームページ」というスローガンを掲げており、2006年には世界で最も広く訪問されているビジネスウェブサイトであると主張している。2009年の『ニューヨーク・タイムズ』紙の報道によれば、「トラフィックでトップ5に入る金融サイトの1つでありながら、推定7000万ドルから8000万ドルの収益を年間8000万ドルに抑えることができた」としている。
Forbes.comは、幅広いネットワークを持つ「寄稿者」(contributor) が直接ウェブサイトに記事を執筆・掲載する「寄稿者モデル」を採用している。寄稿者は、Forbes.comの自身が寄稿したページへのトラフィックに応じて報酬を受け取ることができる。これまでに2,500人以上の個人からの寄稿を受けており、中には10万米ドル以上の報酬を得ている寄稿者もいるという。フォーブス社は現在、BrandVoiceというプログラムを通じて、広告主が通常の編集コンテンツに加えてブログ記事をウェブサイトに掲載することを許可しており、これは同社のデジタル収益の10％以上を占めている。また、Forbes.comは定期購読型の投資ニュースレターや、ウェブサイトのオンラインガイド「Best of the Web」も発行している。寄稿者の記事はフォーブス社のスタッフが書いた記事と違い、編集監督が行き届いておらず、プラットフォームの規約や報道倫理に違反する記事が掲載されることもある。2018年7月、フォーブス社は、「図書館は閉鎖すべきであり、アマゾンが代わりに書店を開くべきだ」と主張した寄稿者の記事を削除した。
1996年にデビッド・チャーバックはフォーブス社のウェブサイトを立ち上げた。1998年にスティーブン・グラスが『ニュー・リパブリック』誌で行った不正を暴いた記事をこのサイトが掲載したことで、デジタルジャーナリズムへの注目を集めた。2010年のトヨタ自動車の自動車の急加速疑惑のメディア報道のピーク時には、カリフォルニア州の「暴走プリウス」がデマであることを暴露したほか、「トヨタの車がおかしくなった」というメディアの前提全体に挑戦するマイケル・フメントによる記事を掲載した。同サイトは、同誌と同様に各種のリストを多数掲載しており、同サイトの人気の理由の1つとなっている。

### アフィリエイト目的サイト化と批判
「Forbes.com」がGoogleの検索結果ランキング上位であることを悪用し、2019年9月に設立されたウェブ記事の一部を担当している「Forbes Marketplaceによって、2024年9月にアフィリエイト目的サイトと化していることが告発された。Googleは「ファーストパーティーの監視がまったくない状態でサードパーティーのページを公開する」という行為を「サイトの評判の不正使用」として禁止しているが、コレに該当する違反行為である。Forbes MarketplaceはForbesサイトの評価の高さに乗じて、アフィリエイト記事をGoogle検索結果の上位に配置し、年間3億～4億ドルの収益を得るまでに急成長して、Forbes本体の買収検討が可能になったほどの富を蓄えた。

## ランキングリスト
フォーブスは以下のランキングでも有名である。
長者番付：
- オーストラリア＆ニュージーランド長者番付上位40人（Australia & New Zealand's 40 Richest）
- 中国長者番付上位400人（China's 400 Richest）
- 香港長者番付上位40人（Hong Kong's 40 Richest）
- インド長者番付上位100人（India's 100 Richest）
- インドネシア長者番付上位40人（Indonesia's 40 Richest）
- 日本長者番付上位50人（Japan's 50 Richest）
- 韓国長者番付上位40人（Korea's 40 Richest）
- マレーシア長者番付上位40人（Malaysia's 40 Richest）
- フィリピン長者番付上位40人（Philippines 40 Richest）
- シンガポール長者番付上位40人（Singapore's 40 Richest）
- 台湾長者番付上位40人（Taiwan's 40 Richest）
- タイ長者番付上位40人（Thailand's 40 Richest）
- フォーブス400／アメリカ長者番付上位400人（The 400 Richest Americans）
- 世界長者番付（The World's Billionaires）
- スポーツ選手長者番付（The World's Highest-Paid Athletes）
- アメリカで最も裕福なセレブリティ （America's Wealthiest Celebrities）[38]

Companies:
- 100 Best Small Companies
- 400 Best Big Companies
- America's Largest Private Companies
- Asia's Best Under A Billion
- Asia's Fab 50 Companies
- Global High Performers
- The Forbes 2000
- Top Micro finance Institutions
- The World's Most Innovative Companies

People:
- 48 Asian Altruists
- The Best Brokerage Analysts
- The Celebrity 100（フォーブス・セレブリティ100）
- The Forbes Fictional 15
- The World's Most Powerful Women
- The World's Top-Earning Models
- Top Earning CEO's
- Top-Earning Dead Celebrities

Money & Investing
- International Investing
- Mutual Fund Guide
- The 100 Best Mid-Cap Stocks
- The 200 Largest U.S. Charities
- The Best Brokerage Analysts
- The Investment Guide

Places
- America's Best Colleges
- Best Business Schools
- Best Cities For Singles
- Best Countries For Business
- Best Places For Business And Careers
- Most Expensive ZIP Codes
- The Best States For Business

Sports
- Most Valuable Sports Teams
- Most Valuable NASCAR Teams
- Most Valuable Soccer Teams
- The Business Of Baseball
- The Business Of Basketball
- The Business Of Football
- The Business Of Hockey
- Top-Paid Tennis Stars

Technology
- Tech's Top Deal Makers
- The 25 Fastest-Growing Tech Companies
- The E-Gang
- The Web Celeb 25

Education
- America's Best College Buys
- America's Best Colleges
- Best Business Schools

Entertainment
- The Best-Paid Celebs Under 30

Food and Drink
- India’s Fine Wine Hotspots
- Ten Bordeaux and California Reds Head-to-Head
- Ten Great Unfiltered Wines to Try
- The World’s Most Coveted Champagnes
- Top-Earning Celebrity Chefs
- World’s Most Expensive Fast Food

Health
- America’s Fittest Cities
- America’s Most Polluted Cities
- Eleven Way to Boost Your Energy
- Ten Meals You Should Memorize
- The Healthiest Foods on Earth
- The World’s Diet Secrets

Real Estate
- America’s 25 Best Places to Move
- America’s Fastest-Falling Cities
- America’s Most Expensive Zip Codes
- America’s Most Congested Cities
- America’s Top 25 Towns to Live Well
- America’s Top-Selling Luxury Neighborhoods
- America’s Thriftiest Cities
- U.S. Cities Where It’s Hardest to Get By
- World’s 20 Best Places to Live

Style
- Most Powerful U.S. Fashion Magazine Editors
- Sneaky Ways You’re Lured to Shop
- Spa Treatments Too Bizarre To Believe
- What Your Dog Says About You
- Winter Gear Worth the Buck
- World’s Most Expensive Cities to Live
- World’s Most Powerful Luxury Brands
- World’s Most Stylish Cities

Travel
- Deluxe Designer Hotels
- Hidden Treasures of the Middle East
- Travel Etiquette in the World’s Most Visited Countries
- Wallet-Friendly Last-Minute Getaways
- World’s 10 Best Airports

Vehicles
- 2009’s Fastest Cars Under $100,000
- America’s Most Overpriced Cars
- America’s Most Popular Car Colors
- Best Cars for Suburban Drivers
- Best Convertibles of 2009
- Highest Quality Cars of 2009
- Most Affordable 2009 Vehicles
- Ten Cars That Changed the World
- Toughest Cars on the Road
- World’s Most Expensive Commutes

## フォーブス日本版
フォーブス日本版 (Forbes Japan) は、1992年4月、株式会社ぎょうせいが月刊誌として創刊した。発行人は藤澤乙安、編集人は小野塚秀男だった。カバーストーリーは「“1億総不動産屋時代”の傷跡と教訓 90年代、土地バブルはもう来ない」だった。2009年9月、日本版は同月発行分（2009年11月号）で休刊した。
2014年6月、株式会社アトミックスメディア（現在はリンクタイズ株式会社）が、『Forbes JAPAN』（フォーブス ジャパン）の発行を開始（日本版を事実上復刊）した。